# O Polegar do Panda
O Polegar do Panda (The Panda's Thumb, no original em inglês) é o segundo volume de uma colecção de ensaios escritos pelo paleontólogo Stephen Jay Gould. Estes ensaios foram retirados da sua coluna mensal "This View of Life" da revista Natural History, para a qual Gould contribuiu durante 27 anos. O livro lida, de um modo tipicamente discursivo, com temas familiares aos escritos de Gould: evolução e o seu ensino, biografia da ciência, probabilidades de senso comum.
O ensaio titular discute o paradoxo de que mau design é um melhor argumento para a evolução do que bom design, tal como ilustrado pela anatomia do "polegar" do panda — que não é um polegar de todo — mas uma extensão do sesamoide radial. Assuntos abordados em outros ensaios incluem o cérebro feminino, a farsa do Homem de Piltdown, o Síndroma de Down, e a relação entre dinossauros e aves.

## Críticas
- Books of the Times - por Christopher Lehmann-Haupt, The New York Times
- Back to Evolution - por P. B. Medawar, The New York Review of Books